# Soave (Verona)
Soave is een gemeente in de Italiaanse provincie Verona (regio Veneto) en telt 6800 inwoners (31-12-2004). De oppervlakte bedraagt 22,7 km², de bevolkingsdichtheid is 300 inwoners per km².
De volgende frazioni maken deel uit van de gemeente: Castelletto, Castelcerino, Costeggiola, Fittà.
Het middeleeuwse Soave wordt gedomineerd door het Castello Scaligero bovenop de heuveltop Monte Tenda. In het centrum staat het paleis van Justitie dat ook dateert van de middeleeuwen.

## Demografie
Soave telt ongeveer 2580 huishoudens. Het aantal inwoners steeg in de periode 1991-2001 met 9,1% volgens cijfers uit de tienjaarlijkse volkstellingen van ISTAT.
| Jaar | Inwoneraantal |
| ---- | ------------- |
| 1991 | 6015          |
| 2001 | 6562          |

## Geografie
De gemeente ligt op ongeveer 40 m boven zeeniveau.
Soave grenst aan de volgende gemeenten: Belfiore, Cazzano di Tramigna, Colognola ai Colli, Montecchia di Crosara, Monteforte d'Alpone, San Bonifacio.

## Sport
In 1981 en 1984 was Soave de vertrekplaats van de afsluitende tijdrit van de Ronde van Italië.